# Hippuritidina
Hippuritidina je podred rudista.

## Taksonomija
Podredu Hippuritidina pripadaju sljedeći taksoni:
- Rod  † Anodontopleura Felix, 1891.
- Rod  † Baryconites Palmer, 1928.
- Natporodica † Caprinoidea d'Orbigny, 1847.
- Rod  † Cryptaulia Počta, 1889.
- Rod  † Dessia Pamouktčijev, 1983.
- Rod  † Lithocalamus Lupher & Packard, 1930.
- Rod  † Palus Palmer, 1928.
- Natporodica † Radiolitoidea d'Orbigny, 1847.
- Rod  † Rousselia Douvillé, 1898.
- Rod  † Sabinia Parona, 1908.